# قربان (قربانی در آیین اسلامی)
قربان (عربی: قربان‎) یا uḍḥiyah (عربی: أضحیة‎) همان‌طور که در احکام اسلام ذکر شده است، آیین قربانی کردن یک حیوان دامی در طول عید قربان است.
مفهوم و تعریف این واژه از قرآن، کتاب مقدس مسلمانان، برگرفته شده و معادل قربانی (قربان) در یهودیت و عشای ربانی در مسیحیت است (نگاه کنید به قربانا و  قوروبو در زبان سریانی). این واژه و مفهوم آن شباهت‌هایی با دیگر ادیان ابراهیمی دارد؛ در دین یهود، گونه‌های مختلفی از «قربان» وجود دارد؛ برای نمونه، «قربان شِلامیم» به‌معنای «قربانی صلح» یا «قربان عُلاه» به‌معنای «قربانی بلندمرتبه» که همچنین به‌صورت «قربانی سوختنی» نیز ترجمه شده است. گوشت قربانی در اسلام به‌صورت برابر میان نیازمندان، کسی که قربانی را داده، و خانوادهٔ او تقسیم می‌شود.
واژه‌ای که اغلب به‌جای قربانی در اسلام به‌کار می‌رود «اُضحیه» (أضحية) است. در فقه اسلامی، «اُضحیه» به قربانی کردن حیوان مشخصی توسط شخصی مشخص، در روزهای معینی برای کسب رضایت و پاداش خداوند اطلاق می‌شود.

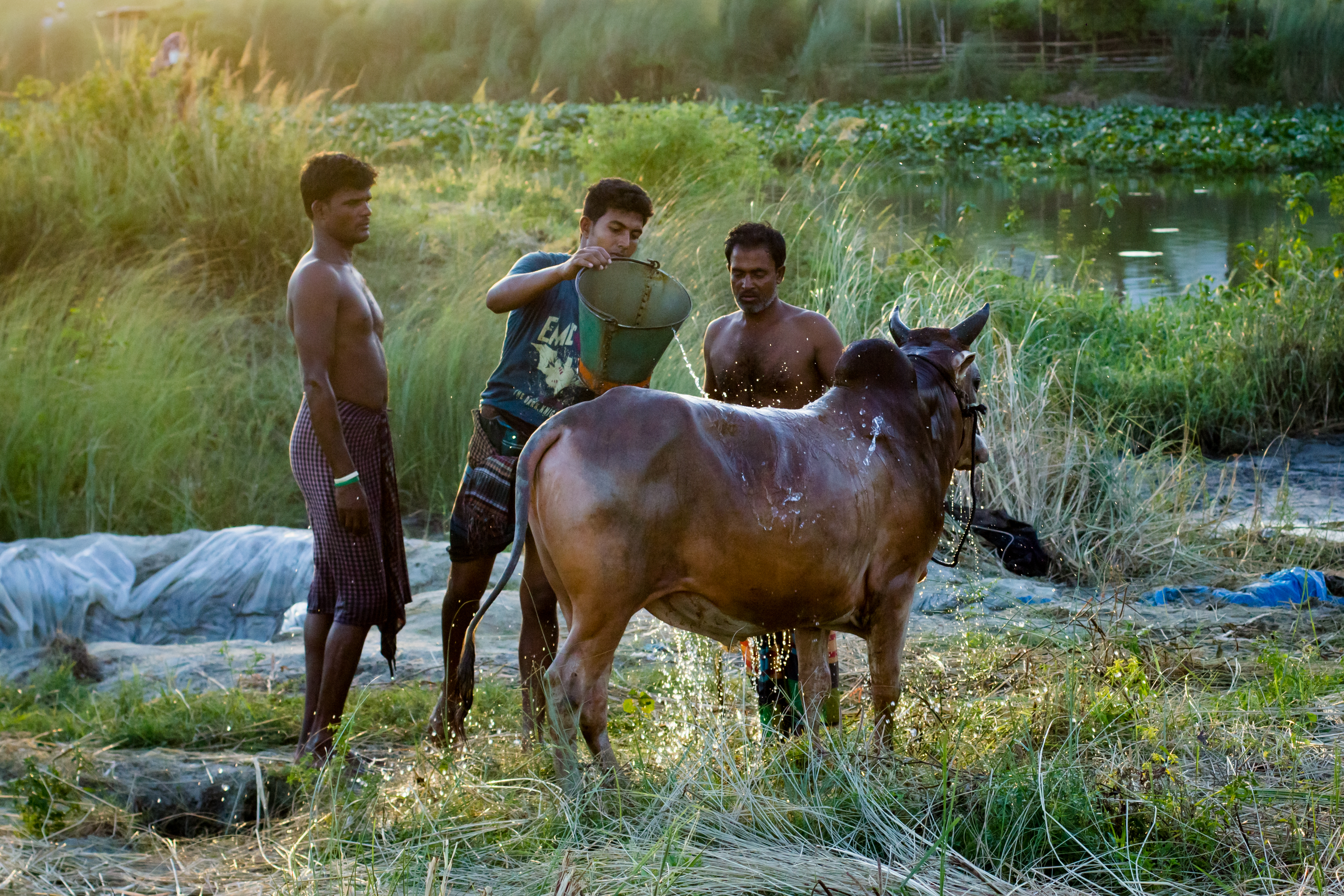
صاحب گاوی که برای عید قربان در بنگلادش از دام خود مراقبت می‌کند

## ریشه‌شناسی
این واژه در چندین زبان سامی دارای هم‌ریشه‌هایی است و از ریشهٔ ثلاثی  سامی «ق-ر-ب» ساخته شده که به‌معنای «نزدیکی» است. قدیمی‌ترین گواهیِ ثبت‌شدهٔ این واژه، در زبان اکدی و به‌شکل «اقربه» (aqriba) دیده می‌شود. این واژه از نظر نوشتار و معنا با واژهٔ عبری عبری: קרבן‎، آوانگاری: قُربان به‌معنای «پیشکش» و واژهٔ سریانی سریانی کلاسیک: ܩܘܪܒܢܐ‎، آوانگاری: قوربانا به‌معنای «قربانی» خویشاوند است؛ این ارتباط از طریق ساختار ثلاثی در زبان عربی نیز مشاهده می‌شود و به‌معنای «راهی برای نزدیک شدن به کسی» یا «نزدیکی» به‌کار می‌رود. این واژه به‌صورت تحت‌اللفظی به‌معنای «قربانی» نیست، اما در پی تداوم کاربرد آن در مناسک دینیِ ادیان ابراهیمی و فرهنگ مذهبیِ خاور نزدیک، معنایی همانند «قربانی برای نزدیکی به خداوند» یافته است.

## قرآن و حدیث
واژهٔ «قربان» سه بار در قرآن آمده است: یک‌بار به‌صورت خاص در اشاره به قربانی کردن حیوان، و دو بار به‌صورت کلی در معنای هرگونه عملی که باعث نزدیکی به خدا شود. در مقابل، واژهٔ «ذبیحه» به ذبح معمول در اسلام اشاره دارد که خارج از روزهای قربانی (اُضحیه) انجام می‌شود. در احادیث مربوط به قربانی عید قربان، واژه‌های مشتق‌شده از «اُضحیه» معمولاً به‌جای «قربان» نیز به‌کار می‌روند.

### هابیل و قابیل
نخستین کاربرد واژهٔ «قربان» در قرآن به داستان آفرینش و روایت هابیل و قابیل، دو پسر آدم، بازمی‌گردد.
و داستان دو پسر آدم [هابیل و قابیل] را به‌راستی بر آنان بخوان؛ آن‌گاه که هر یک قربانی‌ای (قربان) تقدیم داشتند، از یکی پذیرفته شد و از دیگری پذیرفته نشد. (قابیل) گفت: «تو را حتماً خواهم کشت.» (هابیل) پاسخ داد: «بی‌گمان، خدا تنها از پرهیزگاران می‌پذیرد.»— مائده
در روایت قرآنی، بر این نکته تأکید شده است که خودِ عمل قربانی، اگر با نیت ناپاک یا بدون تقوا () انجام شود، پذیرفته نخواهد شد. تقوا به‌عنوان معیار قبولی قربانی معرفی می‌شود، و این بیانگر آن است که اجرای ظاهر مناسک بدون نیت خالص بی‌ثمر خواهد بود. هابیل با برادرش به‌نرمی سخن می‌گوید و در برابر تهدید مرگ ایستادگی می‌کند، و سوگند می‌خورد که هرگز دست خود را برای دفاع یا انتقام علیه برادرش بلند نخواهد کرد.
بیرون از قرآن، جزئیات داستان قربانی تفاوت‌هایی دارد. ابن‌کثیر، مفسر و دانشمند دینی سدهٔ چهاردهم میلادی، بر پایهٔ روایات اسرائیلیات، نقل می‌کند که هابیل، گوسفندی قربانی کرد و قابیل مقداری از محصولات کشاورزی خود را پیشکش نمود. روش مقرر الهی این بود که آتشی از آسمان نازل شود و قربانیِ پذیرفته‌شده را بسوزاند. مطابق روایت، آتش فرود آمد و قربانیِ هابیل را دربر گرفت و آن را پذیرفت، درحالی‌که قربانی قابیل رد شد. این رویداد موجب حسادت قابیل شد و به نخستین قتل در تاریخ بشر انجامید، زمانی که قابیل، برادرش را کشت. قابیل از کردهٔ خود توبه نکرد و در نتیجه از سوی خداوند آمرزیده نشد و مورد لعنت قرار گرفت.

### ابراهیم و اسماعیل

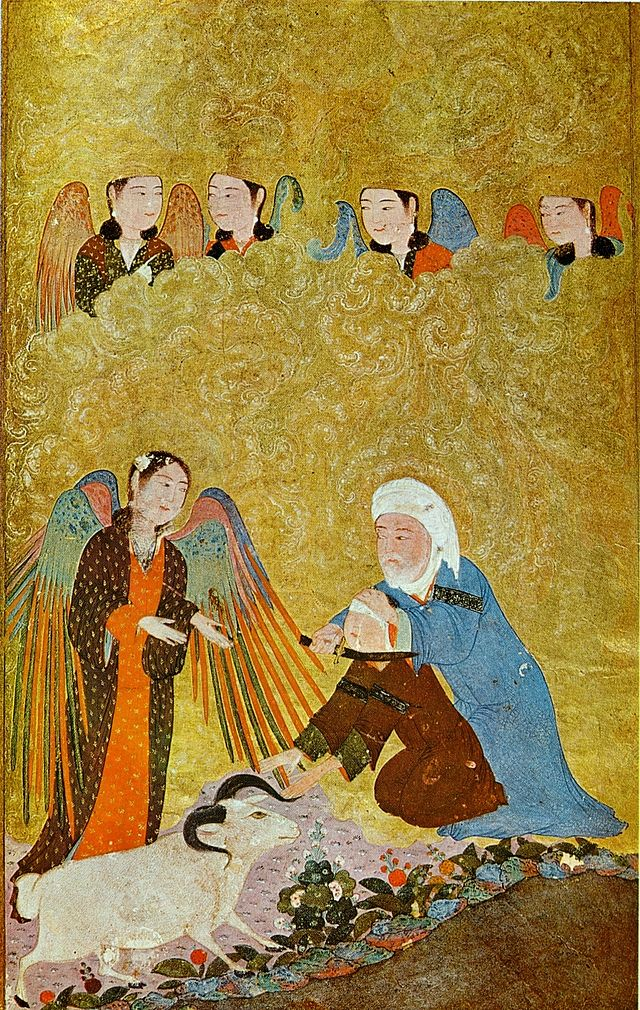
تصویری از سدهٔ ۱۵ میلادی مربوط به دوران تیموری، از رویارویی فرشته با ابراهیم و اسماعیل

سنت قربانی با داستان دینی ابراهیم، پدر ایمان، گره خورده است؛ جایی که او در خواب یا رؤیا فرمان یافت تا فرزند خود، اسماعیل را قربانی کند. در روایت قرآنی، اسماعیل با رضایت کامل خود را برای قربانی شدن در راه خدا تقدیم می‌کند. عید قربان (عربی: عید الأضحی‎، آوانگاری: ʿĪd al-ʾAḍḥā، ت. «جشن قربانی») نماد آمادگی و اخلاص پدر و پسر در اجرای فرمان الهی و نشان‌دهندهٔ نهایت اطاعت از خداوند است.
پیش از آنکه ابراهیم بتواند فرزندش را قربانی کند، از جانب خداوند متوقف شد و قوچی برای قربانی به‌جای فرزندش به او عطا گردید. در تفسیر جلالین، یکی از تفاسیر کلاسیک قرآن، آمده است که آن قوچ، همان قوچی بود که پیش‌تر هابیل برای خدا قربانی کرده بود و دوباره از باغ عدن به زمین فرستاده شد. هرچند قربانی کردن منحصر به نوع خاصی از دام نیست، اما در روایتی از صحیح مسلم آمده است که پیامبر اسلام، محمد، در عید قربان، قوچ‌هایی سفید و شاخ‌دار برای قربانی کردن انتخاب می‌کرد؛ همان‌گونه که قوچ هابیل و ابراهیم چنین بوده‌اند.
در بزرگداشت این واقعه، حیوانات خاصی به‌صورت آئینی قربانی می‌شوند و گوشت آن‌ها مصرف می‌گردد. یک‌سوم از گوشت قربانی را خانوادهٔ قربانی‌کننده استفاده می‌کند و باقی آن میان نیازمندان و تهیدستان توزیع می‌شود.

## احکام قربانی
برای بیشتر مسلمانان، قربانی کردن در عید قربان از نظر دینی بسیار مورد تأکید است، ولی واجب شرعی یا فریضه (فريضة) محسوب نمی‌شود؛ مگر در مذهب حنفی که آن را واجب می‌دانند.
زمان مشروع برای انجام قربانی، از صبح روز دهم تا غروب روز سیزدهم ماه ذی‌الحجه، دوازدهمین ماه قمری در گاه‌شماری اسلامی است. در این ایام، مسلمانان سراسر جهان حیوانی را به نیت تقرب به خداوند قربانی می‌کنند.
برای قربانی، شرایطی در نظر گرفته شده است. حیواناتی که برای این کار پذیرفته‌اند عبارت‌اند از گوسفند، بز، بره، گاو (شامل گاومیش و نر گاو) و شتر. این موارد تفاوت آشکاری با قوانین یهودیت دارند. حیوان باید سالم، بدون بیماری، و فاقد نقص جسمی باشد. حیواناتی که نابینا، یک‌چشم، یا دارای نقص در گوش یا دم باشند (همچون موارد کوتاه‌سازی گوش یا دم) برای قربانی مجاز نیستند. قربانی باید طبق قواعد ذبیحه انجام شود. بیشتر مکاتب فقهی تأکید دارند که حیوان باید اهلی باشد.
در شریعت اسلامی، بی‌هوش کردن یا بی‌حسی پیش از ذبح (همچون استفاده از شوک الکتریکی) ممنوع است. در نتیجه، سرخرگ کاروتید مشترک حیوان بدون بی‌حسی بریده می‌شود.
در اسلام، خون حیوان قربانی شده دور ریخته می‌شود و مفهومی مانند «قربانی سوزاندنی» در آیین یهود وجود ندارد. گوشت قربانی به سه بخش تقسیم می‌شود: یک‌سوم آن به نیازمندان داده می‌شود، یک‌سوم برای شخص قربانی‌کننده است، و یک‌سوم دیگر به خانوادهٔ او تعلق می‌گیرد. فرد می‌تواند سهم خود را نیز به هرکس که بخواهد ببخشد.